# پاول مارتنس
پاول مارتنس (انگلیسی: Paul Martens؛ زادهٔ ۲۶ اکتبر ۱۹۸۳) دوچرخه‌سوار اهل آلمان است.
از باشگاه‌هایی که در آن بازی کرده‌است می‌توان به تیم لوتوان‌ال–یومبو و تیم سانوب اشاره کرد.